# Front d'Alliberament Kuki
El Front d'Alliberament kuki (Kuki Liberation Army) és una organització militar dels kuki de Manipur formada el 1992. Té una activitat molt limitada, però encara era operatiu el 2005.